# Tunelul Palas
Tunelul Palas este un tunel feroviar abandonat din Constanța, România, situat pe fosta linie de cale ferată Palas–Port vechi. Numit anterior „Carol I”, în onoarea regelui Carol I al României, tunelul a fost tranzitat timp de aproape un secol de trenurile de marfă cu destinația Portul Constanța.  

## Construcție și exploatare
Tunelul a fost realizat între anii 1895-1900 după planurile inginerului Anghel Saligny. Proiectat și forat pentru cale ferată dublă, el are 490 metri lungime, 8,36 metri lățime și 6,15 metri înălțime la cheia de boltă. A fost căptușit la interior cu cărămizi legate cu mortar și ranforsate cu o acoperire de beton fundată pe un pat din piatră. În zidăria tunelului au fost realizate nișe de adăpostire la fiecare 20 de metri, pentru a proteja personalul de mentenanță în momentul trecerii trenurilor. Tunelul Palas a fost supus unor lucrări de reparații în anul 1965.
În anii 1970 a fost pusă în exploatare spre Portul Constanța o linie ferată nouă, electrificată, iar traficul de marfă prin tunelul Palas a scăzut considerabil. Tunelul a fost menținut în uz până în 1992, când, după niște ploi torențiale, tunelul a fost inundat. În următorii 19 ani tunelul Palas a rămas abandonat și nu au mai fost efectuate lucrări de întreținere.

## Situația actuală
În anul 2000 o expertiză tehnică ce fusese comandată de Regionala CFR Constanța a stabilit că ar fi nevoie de 10 milioane de euro pentru consolidarea tunelului.
În 2011, ca urmare a temerii că anumite probleme structurale ar fi putut pune în pericol clădirile situate în zona de deasupra lui, inclusiv blocuri de locuințe cu 10 etaje, Căile Ferate Române, proprietarul tunelului, au decis să efectueze lucrări de reparații. Acestea au fost executate în vara anului 2012 de către firma SC Sopmet SA București. Integritatea structurală a construcției a fost verificată și s-a constatat că tunelul avea doar probleme de hidroizolație, neexistând un pericol în privința structurii de rezistență. Tunelul a fost drenat, iar în zonele cu infiltrații puternice s-au injectat rășini poliuretanice bicomponente. La sfârșitul lucrării șinele au fost demontate, apoi intrările în tunel au fost sigilate cu garduri metalice în zona celor două portaluri.
În anul 2004 Primăria Constanța a sugerat că ar dori preluarea tunelului de la Ministerul Transporturilor și transformarea lui în cale rutieră de acces spre port pentru TIR-urile de marfă.

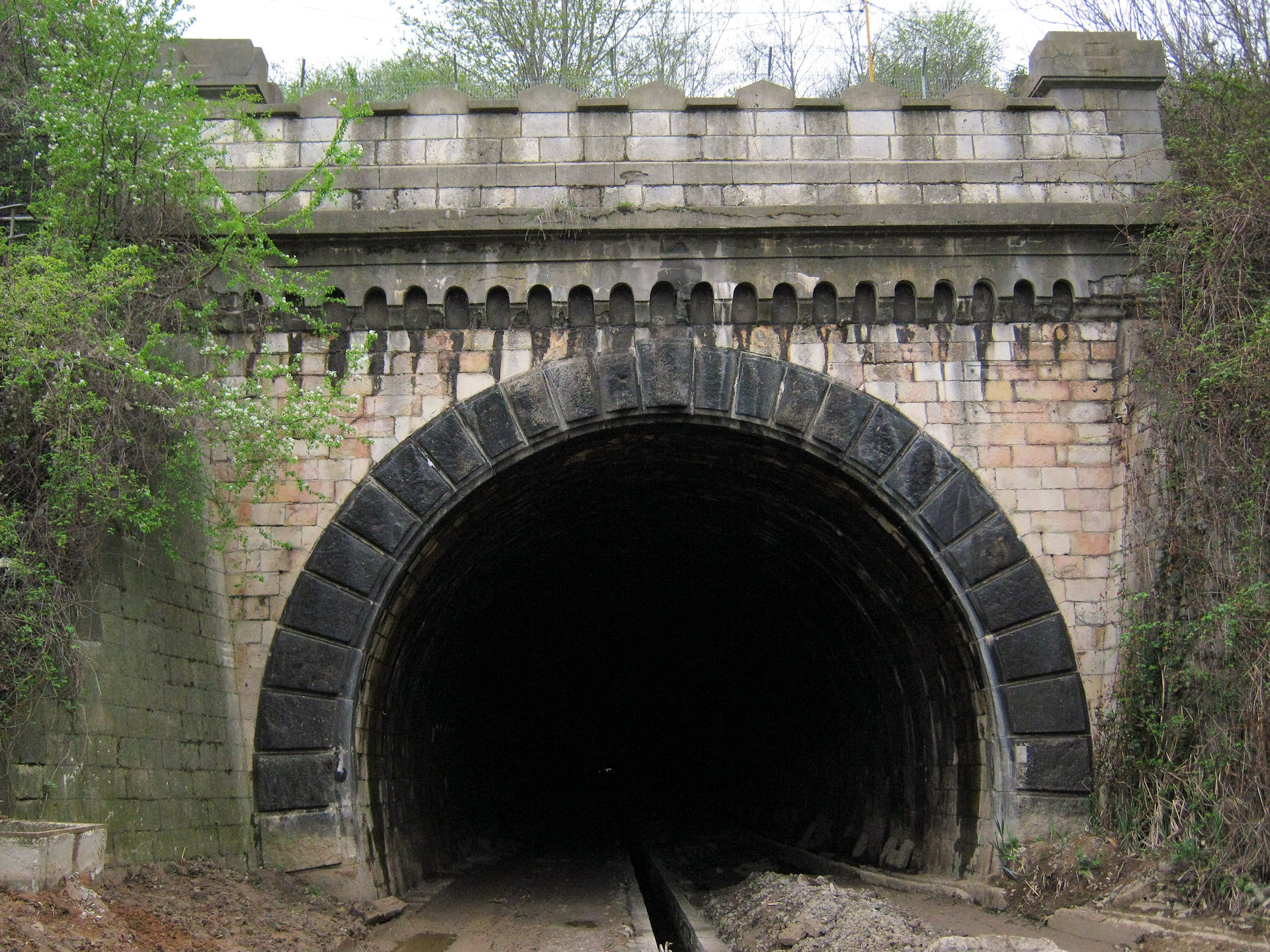
Portalul de est al tunelului (aprilie 2012)
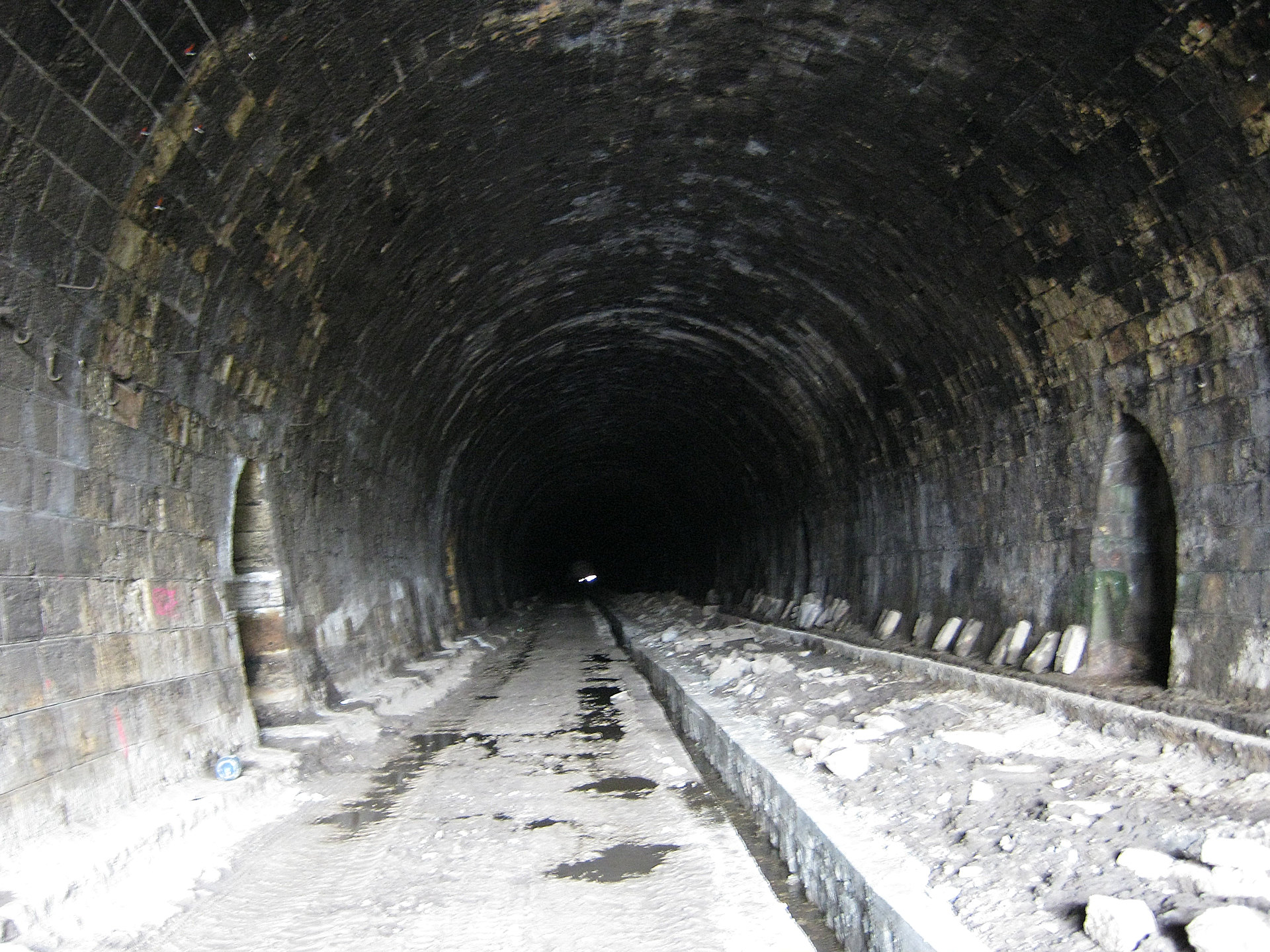
Interiorul tunelului (aprilie 2012)